# Stroggylocephalus
Stroggylocephalus — род цикадок из отряда Полужесткокрылых. 

## Описание
Цикадки длиной около 5-7 мм. Коренастые, буроокрашенные, с плоским теменем, часто имеющим мелкобороздчатую скульптуру в передней половине. 2 вида. 
- Stroggylocephalus agrestis (Fallén, 1806) — Голарктика
- Stroggylocephalus livens (Zetterstedt, 1840) — Палеарктика